# Севернобългарска къща
Севернобългарската къща представлява характерен архитектурен тип строителство на къщите през Възраждането, в зависимост от вложената концепция в плановото решение на жилището.

## Типове
Територията, която заема се разделя на две нееднакви по големина части. Първата, по-голяма част, обхваща областта на Западна България и Централна Стара планина. Характерно за тези жилища е, че помещението с огнище е в централно помещение, около което се разполагат другите елементи – чардак, соби (огрявани с печка помещения) и килер. Къщите в тази област биват три главни типа: западна, тетевенска и тревненска къща.
Втората, по-малка част, от територията, заета от едноогнищното жилище, обхваща част от областта на Средна гора и Източна Стара планина. Характерно за жилището е, че централно помещение е прустът (домакинското помещение), а не помещението с огнище. Характерни са два главни типа – в Средна гора – копривщенската къща, а в Източна Стара планина – жеравненската къща.